# Bad Königshofen im Grabfeld
Bad Königshofen im Grabfeld (oficialmente, Bad Königshofen i. Grabfeld) es una ciudad situada en el distrito de Rhön-Grabfeld, en el estado de Baviera, Alemania. Tiene una población estimada, a mediados de 2024, de 5902 habitantes.

## Turismo
En la ciudad tiene una importancia económica considerable el centro termal Franken Therme, un spa que dispone de un lago natural de 720 metros cuadrados con aguas que se promocionan como supuestamente curativas.